# Le Mangeur de haricots
Le Mangeur de haricots, ou Le Mangeur de fèves (en italien : Mangiafagioli) est une peinture sur toile de l'artiste baroque italien Annibale Carracci, probablement la scène de genre la plus connue du maître bolonais. Datant des années 1580-1590 (probablement vers 1583-1585), elle est conservée dans la galerie du Palais Colonna de Rome.

## Histoire

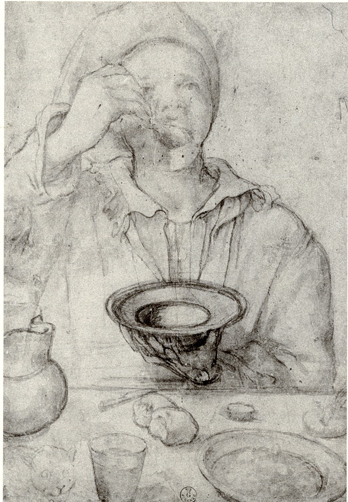
Ẻtude préliminaire, vers 1584, Galerie des Offices, Florence.

Les premières informations certaines relatives à cette œuvre remontent à 1679 et attestent qu'elle appartenait au cardinal Lazzaro Pallavicino. Ses inventaires documentent diverses autres œuvres de peintres bolonais qu'il est présumé avoir achetées directement à Bologne à l'époque où il exerçait la fonction (entre 1670 et 1673) de vice-légat apostolique. Une hypothèse généralement admise est donc que Le Mangeur de haricots a également été acheté à Bologne à cette époque.
Il est vendu aux princes Colonna, dans la galerie du palais romain desquels il se trouve encore aujourd'hui.
Au cours du XXe siècle, la paternité du tableau a été remise en question, d'abord en l'attribuant à Pietro Paolo Bonzi (un peintre mineur également connu sous le nom de Gobbo dei Carracci), puis, par Roberto Longhi à Bartolomeo Passarotti. Après une restauration réalisée dans les années 1950, la toile est réattribuée à Annibale Carracci par Gian Carlo Cavalli. À partir de ce moment, sa paternité n'est plus contestée.
À la fois en raison de l'association stylistique avec les œuvres de ces années-là et parce qu'on pense qu'Annibale a abandonné assez tôt la peinture de genre, Le Mangeur de haricots est daté par la plupart des érudits entre 1584 et 1585. Toutefois, l'hypothèse d'une datation beaucoup plus tardive, vers 1600 (en supposant donc que le tableau a été réalisé à Rome), a été avancée, hypothèse qui s'appuie sur la remarquable maturité picturale dont fait preuve Annibale en donnant vie à cet authentique chef-d'œuvre de la peinture de genre .
Une étude préliminaire est conservée à la Galerie des Offices à Florence.

## Description
Un paysan, ou un ouvrier agricole, est assis à table. Avec une cuillère de bois, il mange avec avidité des cornilles contenus dans un bol. Des oignons, du pain, un plat de tarte aux légumes, un verre à moitié plein de vin et une cruche colorée sont sur la table.

## Analyse
Scène de genre, très réaliste et vivante, la peinture est à rapprocher de La Boucherie, réalisée par le peintre à la même époque (conservée actuellement à Oxford), avec laquelle elle partage le même style populaire. Réalisée à Bologne, elle dépeint de manière très réaliste la vie quotidienne et doit beaucoup à l'école flamande et hollandaise.  Elle présente des affinités stylistiques et formelles avec des œuvres d'autres maîtres actifs dans le même domaine, tout en s'en éloignant de manière décisive quant à la signification globale de l’œuvre.
On peut déceler chez Le Mangeur de haricots l'influence de certains précédents de Bartolomeo Passarotti, qui fut peut-être pendant une courte période le professeur d'Annibale, mais qui en tout cas est l'un des peintres bolognais que le jeune Carracci regarde avec le plus grand intérêt. En ce sens, il existe un lien entre le tableau de la Galerie Colonna et les œuvres de Passarotti comme Les Bouchers et La Joyeuse compagnie, où les protagonistes de la scène se confrontent également à l'observateur assis derrière un comptoir ou à la table d'une modeste auberge.
Cette ascendance probable apparait encore plus significativement avec la réapparition récente sur le marché de l'art d'un tableau, jusqu'alors inconnu, du maître bolonais plus âgé représentant un Paysan jouant du luth dans une taverne. Non seulement il existe  une approche compositionnelle évidente entre Le Mangeur de haricots et ce tableau de Passarotti, mais certains détails coïncident presque littéralement comme le petit pot de vin présent sur les deux tables dressées, et qui apparaît également dans La Joyeuse compagnie, qui semble identique.

Œuvres influentes de Bartolomeo Passarotti
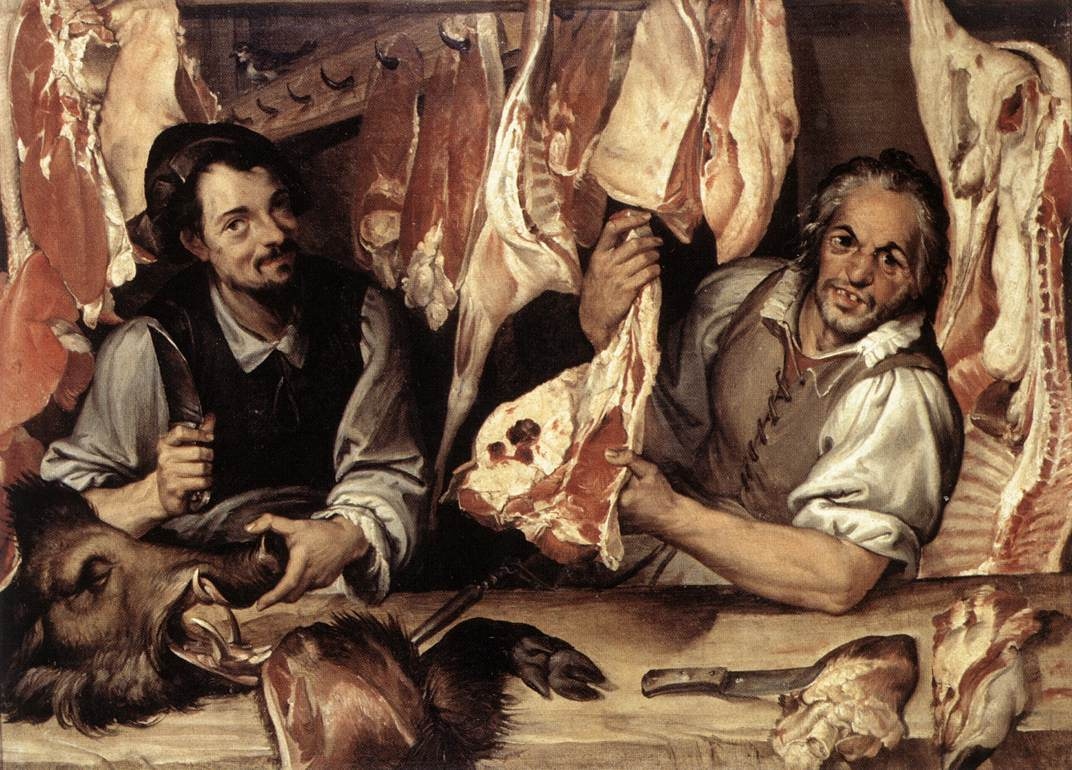
Les Bouchers, années 1580, Galerie nationale d'Art ancien, Rome
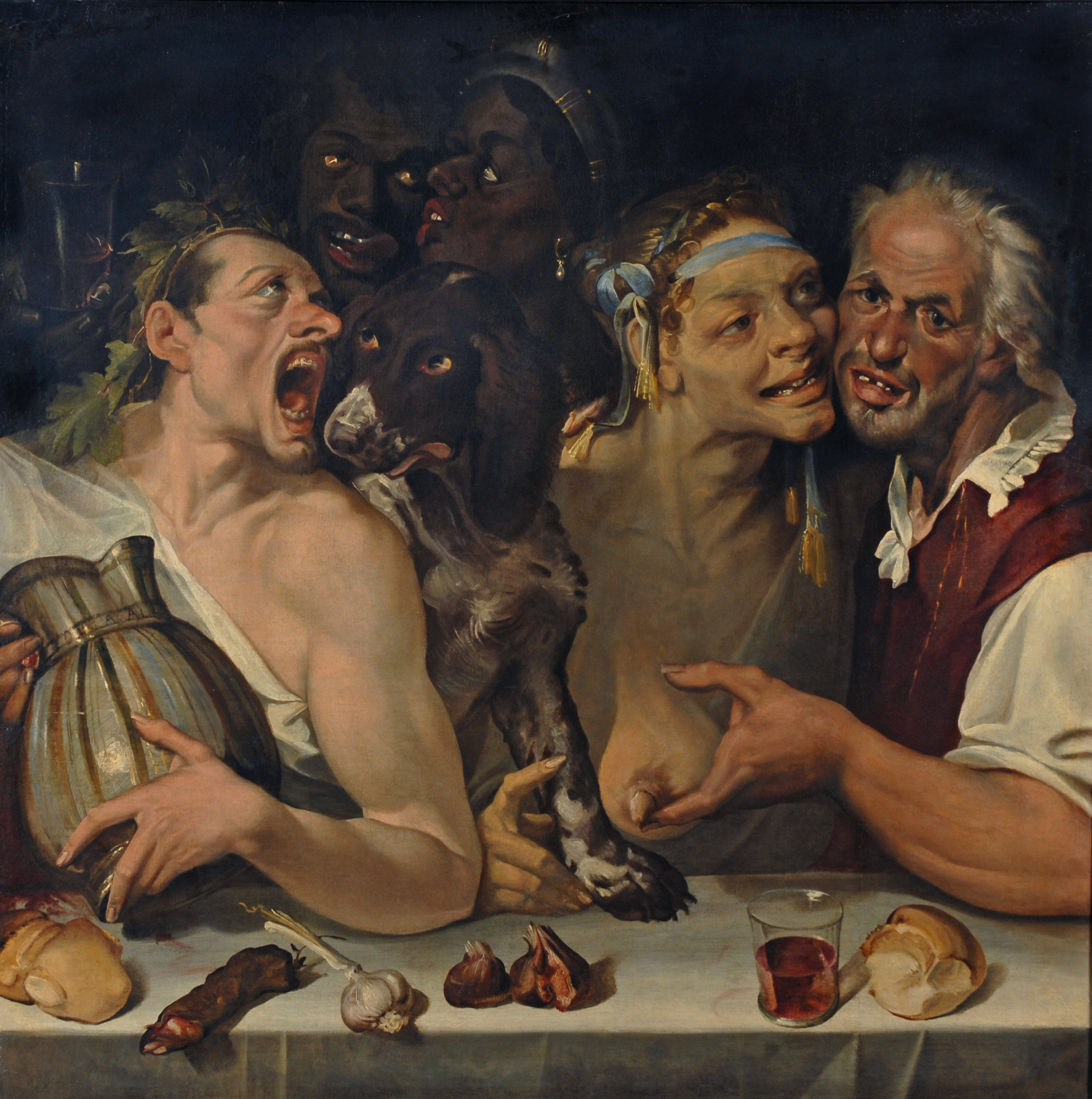
La Joyeuse compagnie, collection particulière
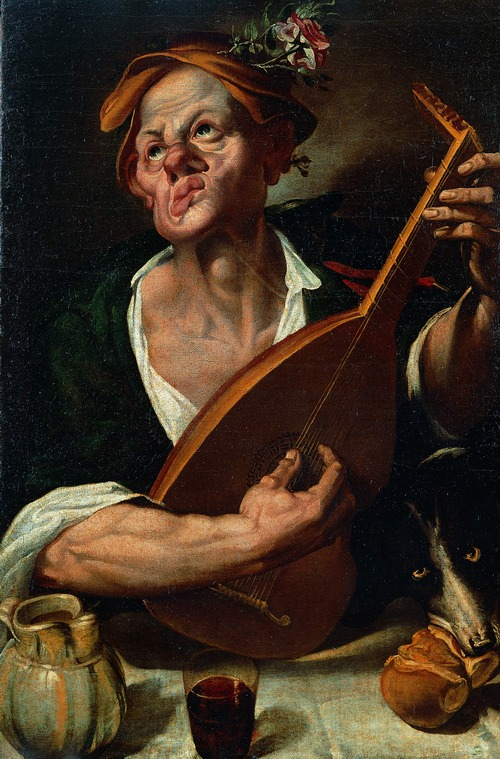
Paysan jouant du luth, collection particulière

Les œuvres de Vincenzo Campi, et en particulier de ses Poissonniers savourant leur repas avec enthousiasme, sont aussi rapprochées de la peinture d'Annibale.
Malgré la continuité figurative avec ces précédents, l’innovation introduite par Annibale est profonde : il n'édulcore pas le thème, un paysan qui avale un humble repas, mais dans son Mangeur de haricots (comme ce que l'on peut observer dans  La Boucherie presque contemporaine) toute déformation grotesque et triviale est absente, alors que paroxystique chez les protagonistes des scènes de taverne de Passarotti et Campi (pour ce dernier on peut aussi penser à ses Mangeurs de Ricotta), parfois non sans de lourdes allusions sexuelles (comme dans La Joyeuse compagnie).

Œuvres influentes de Vincenzo Campi
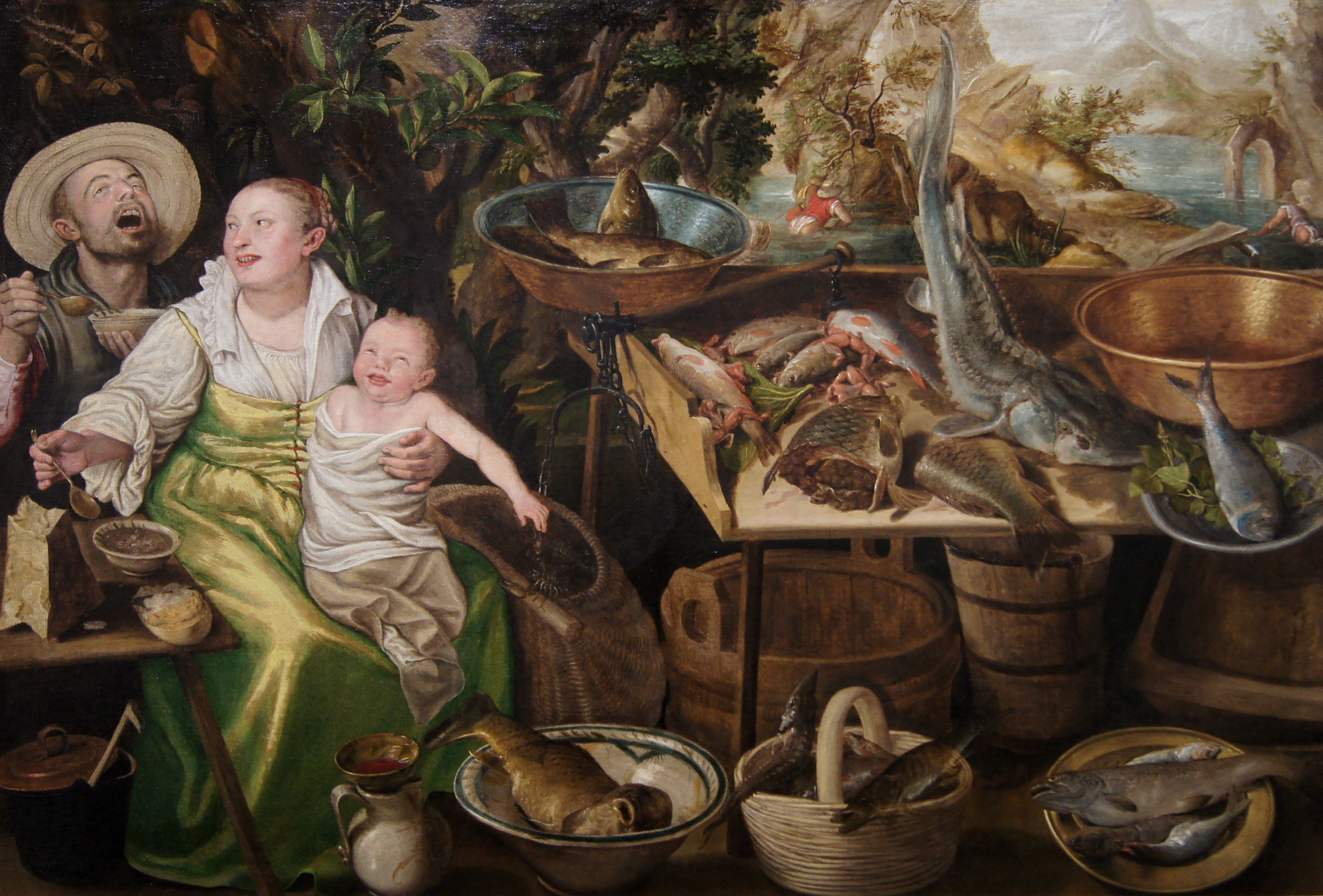
Les Poissonniers, 1579, musée municipal, La Roche-sur-Yon
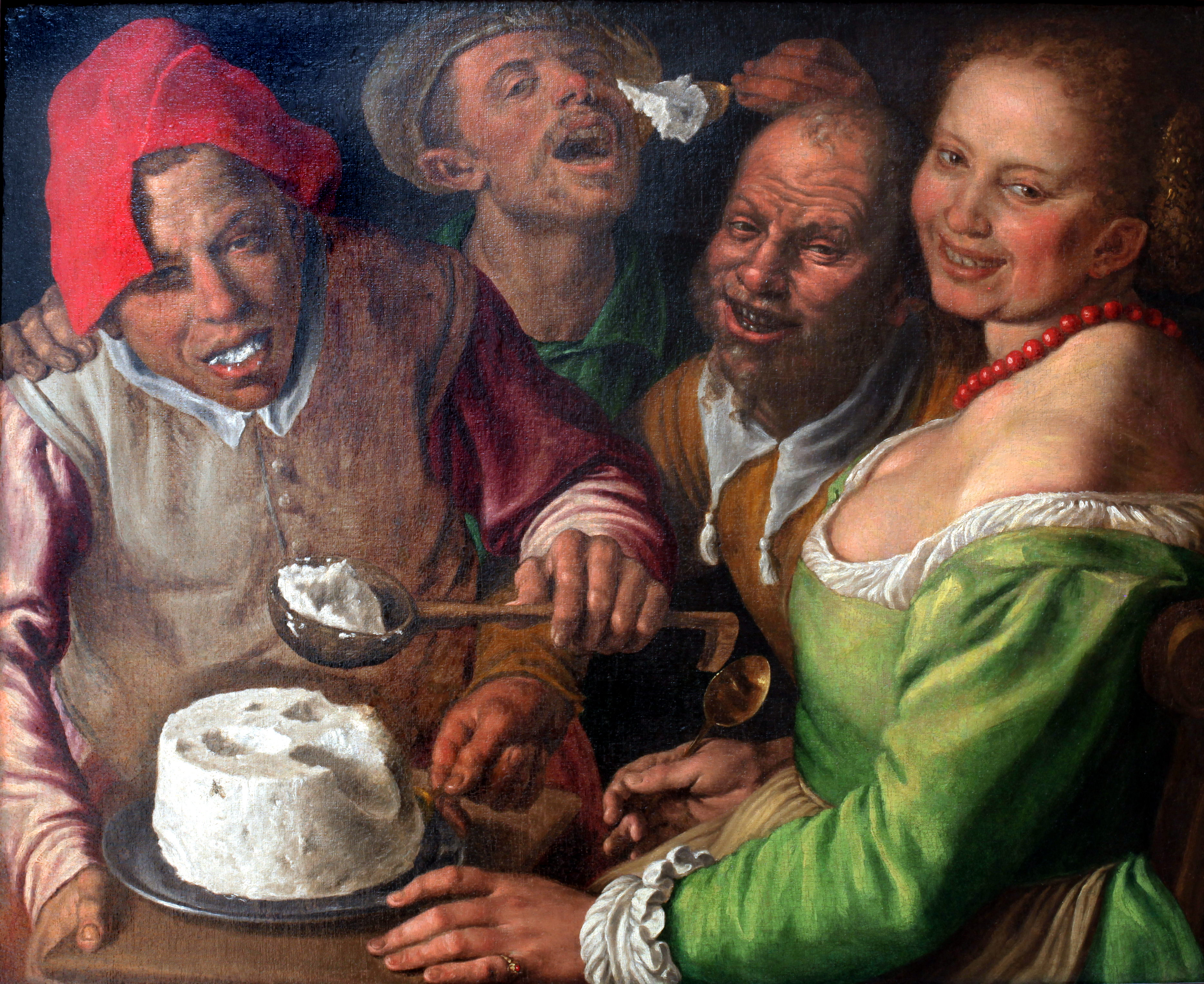
Les Mangeurs de Ricotta, 1580, musée des Beaux-Arts, Lyon

Le Mangeur de haricots d'Annibale restitue une scène de la vie quotidienne telle qu'elle apparait dans la réalité. Cette différence est également marquée par l'attitude très différente du paysan d'Annibale par rapport aux protagonistes des tableaux de Passarotti et Campi. Ceux-ci s'adressent explicitement et presque grossièrement au spectateur qu'ils veulent évidemment impressionner et amuser. Le protagoniste d'Annibale, en revanche, est clairement surpris par l'apparition de l'observateur, comme en témoignent son regard étonné et la suspension du geste de porter la cuillère à sa bouche, qui reste grande ouverte tandis que quelques gouttes de soupe tombent dans le bol .
Malgré sa forte charge réaliste, on ne peut exclure que Le Mangeur de haricots puisse avoir une signification secondaire. En ce sens, les hypothèses les plus souvent suggérées identifient le paysan d'Annibale avec Zanni, personnage de la Commedia dell'arte, ou avec le Bertoldo de Giulio Cesare Croce et d'Adriano Banchieri.
Cette œuvre iconique s'inscrit dans la tradition comique et célèbre tout autant les richesses du terroir bolognais qu'elle s'amuse des mœurs grossières du paysan, occupé, bouche ouverte, à plonger avidement sa cuillère en bois dans son bol de haricots. La torta d'erbe, le plat bolognais par excellence, est placé au tout premier plan.